# Сисні шкідники

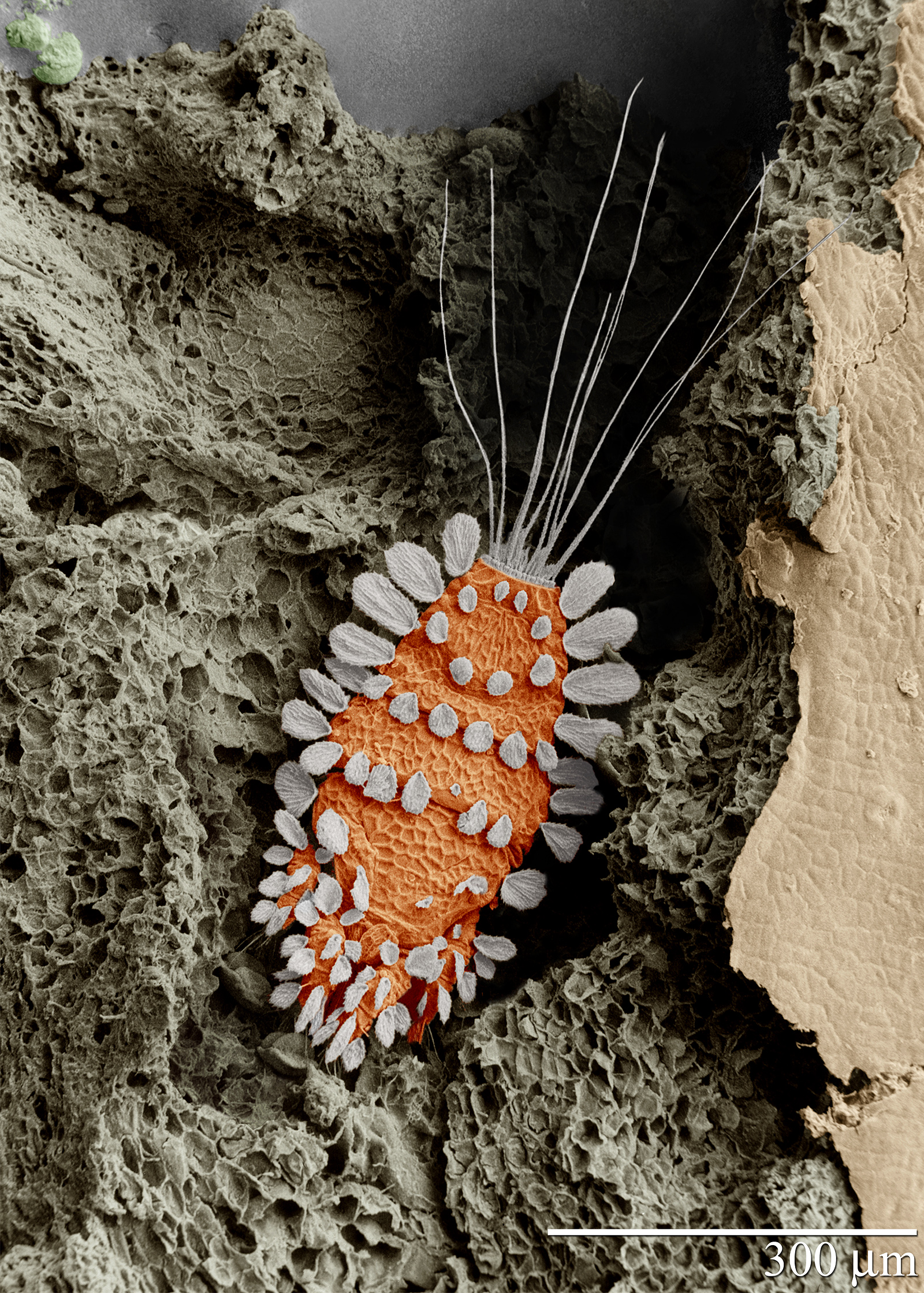
Представник групи сисних шкідників — кліщ.

Сисні шкідники — шкідники плодових культур, виноградної лози, лісосмуг, що живляться клітинним соком листків, пагонів, кори і плодів. Це кліщі та комахи із рядів рівнокрилих (цикадові, листоблішки, попелиці, щитівки, несправжньощитівки) і напівтвердокрилих (клопи).